# 藤田幸子
藤田幸子（日语：／ Fujita Sachiko，1968年1月9日—），日本女子排球、沙滩排球运动员。她曾代表日本参加1988年和1996年夏季奥林匹克运动会，其中1988年奥运会获得女子室内排球第四名，1996年奥运会获得女子沙滩排球第五名。